# Список дипломатических миссий Республики Конго

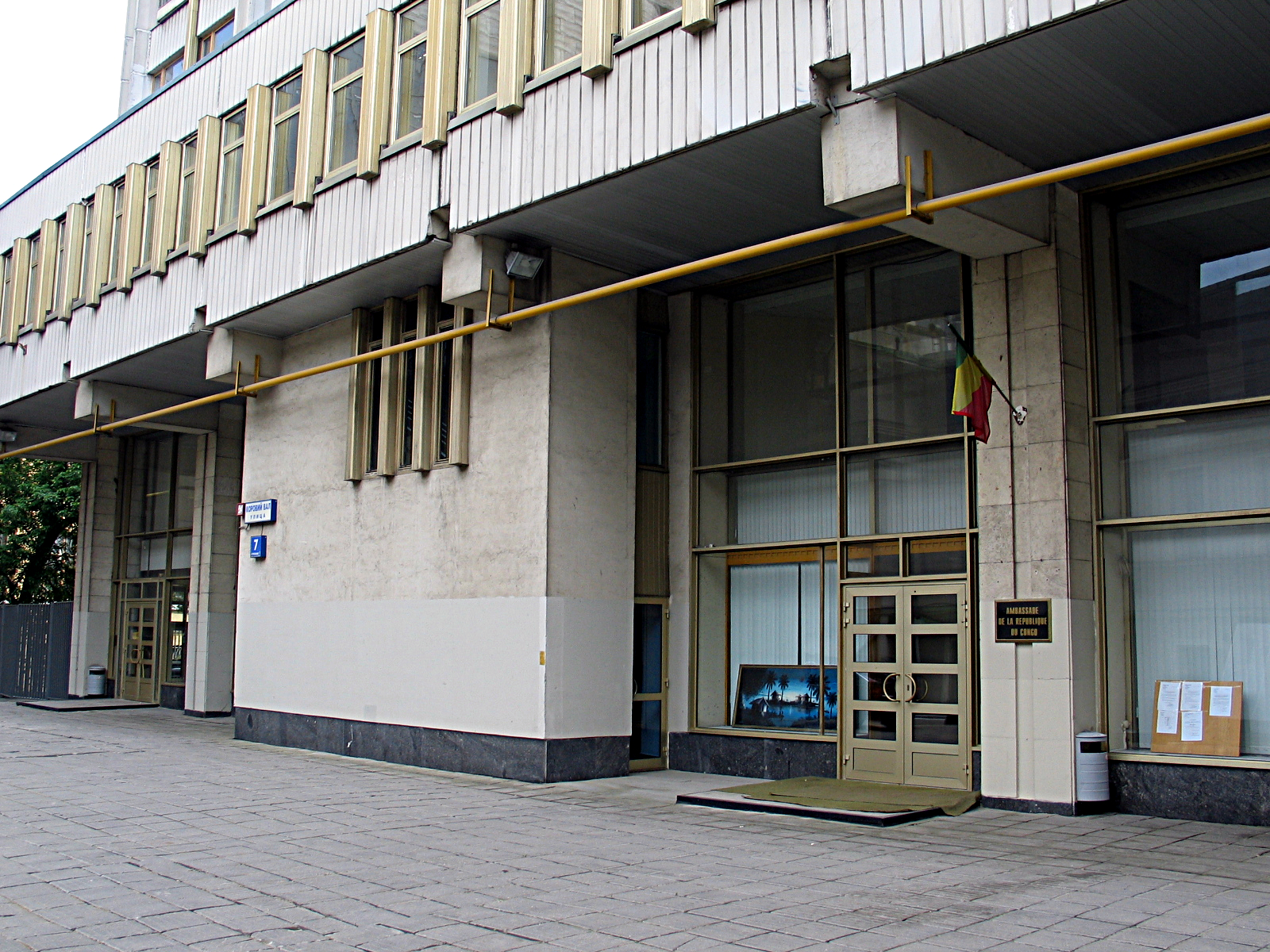
Здание посольства Республики Конго в Москве

Список дипломатических миссий Республики Конго — в настоящее время дипломатические представительства Республики Конго находятся в 24 странах мира.
Список дипломатических миссий Республики Конго (без института почётных консулов):

## Европа
- Бельгия
  - Брюссель (посольство)
- Франция
  - Париж (посольство)
- Германия
  - Берлин (посольство)
- Италия
  - Рим (посольство)
- - Москва (посольство)

## Америка
- Куба
  - Гавана (посольство)
- - Вашингтон (посольство)

## Азия
- Израиль
  - Тель-Авив (посольство)
- Китай
  - Пекин (посольство)
- - Нью-Дели (посольство)

## Африка
- Алжир
  - Алжир (посольство)
- Ангола
  - Луанда (посольство)
- - Яунде (посольство)
- Центральноафриканская республика
  - Банги (посольство)
- Демократическая Республика Конго
  - Киншаса (посольство)
- Египет
  - Каир (посольство)
- Габон
  - Либревиль (посольство)
- Марокко
  - Рабат (посольство)
- Намибия
  - Виндхук (посольство)
- Нигерия
  - Абуджа (посольство)
- Сенегал
  - Дакар (посольство)
- Южноафриканская республика
  - Претория (посольство)

## Международные организации
- - Брюссель (посольство при ЕС)
- - Женева (представительство при ООН)
  - Нью-Йорк (представительство при ООН)
- - Париж (представительство при ЮНЕСКО)